# Dipelicus quadratifer
Dipelicus quadratifer är en skalbaggsart som beskrevs av Heller 1897. Dipelicus quadratifer ingår i släktet Dipelicus och familjen Dynastidae. Inga underarter finns listade i Catalogue of Life.